# Hemerythrin

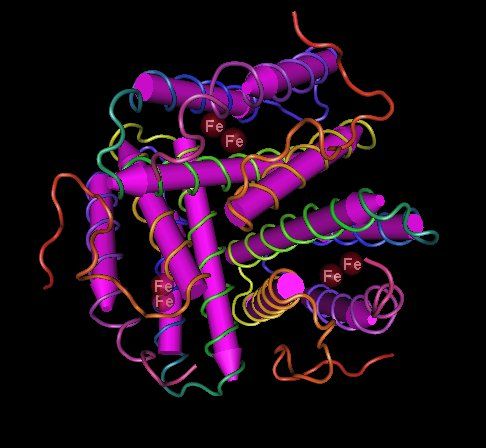
Trimerní komplex hemerythrinu

Hemerythrin je oligomerní protein přenášející kyslík (O2) u mořských bezobratlých sumýšovců, hlavatců, a ramenonožců, a u kroužkovců rodu Magelona; obdobným monomerním proteinem ve svalech mořských bezobratlých je myohemerythrin. Hemerythrin a myohemerythrin jsou v deoxygenované formě bezbarvé, ale po navázání kyslíku získávají fialovo-růžové zbarvení. Hemerythrin neobsahuje hem.
Hemerythrin se u některých kroužkovců také podílí na nespecifické imunitě a na regeneraci tkání.

## Mechanismus vázání kyslíku
Většina přenašečů kyslíku navazuje O2 prostřednictvím komplexů s dikyslíkem, ale hemerythrin přechovává O2 jako hydroperoxid (HO2, -OOH−). Místo navazující O2 obsahuje dva atomy železa., které jsou s bílkovinným řetězcem spojeny karboxylátovými postranními řetězci kyseliny glutamové a asparagové a pěti zbytky histidinu. Hemerythrin a myohemerythrin mají několik forem lišících se oxidačními a ligačními stavy železa:
| Fe2+—OH—Fe2+                | deoxy (redukovaný) |
| Fe2+—OH—Fe3+                | polooxidovaný      |
| Fe3+—O—Fe3+—OOH−            | oxy (oxidovaný)    |
| Fe3+—OH—Fe3+— (jiný ligand) | met (oxidovaný)    |

Připojování O2 na hemerythrin probíhá dvouelektronovou oxidací diželeznatého centra za vzniku hydroperoxidu (OOH−):

Aktivní místo hemerythrinu před a po navázání kyslíku

Deoxyhemerythrin obsahuje dva vysokospinové železnaté ionty spojené hydroxylovou skupinou (A). Jeden iont je šestivazný a druhý pětivazný. Hydroxyl je nejen můstkovým ligandem, ale také donorem protonu na O2. Tímto přenosem protonu se vytvoří můstek tvořený jedním atomem kyslíku (μ-oxo) u oxy- a methemerythrinu. O2 se naváže na volné koordinační místo pětivazného Fe2+ (B). Následně oddělením elektronů od železnatých iontů vznikne dvojjaderné železité centrum (Fe3+,Fe3+) s navázaným peroxidem (C).

## Kvaternární struktura

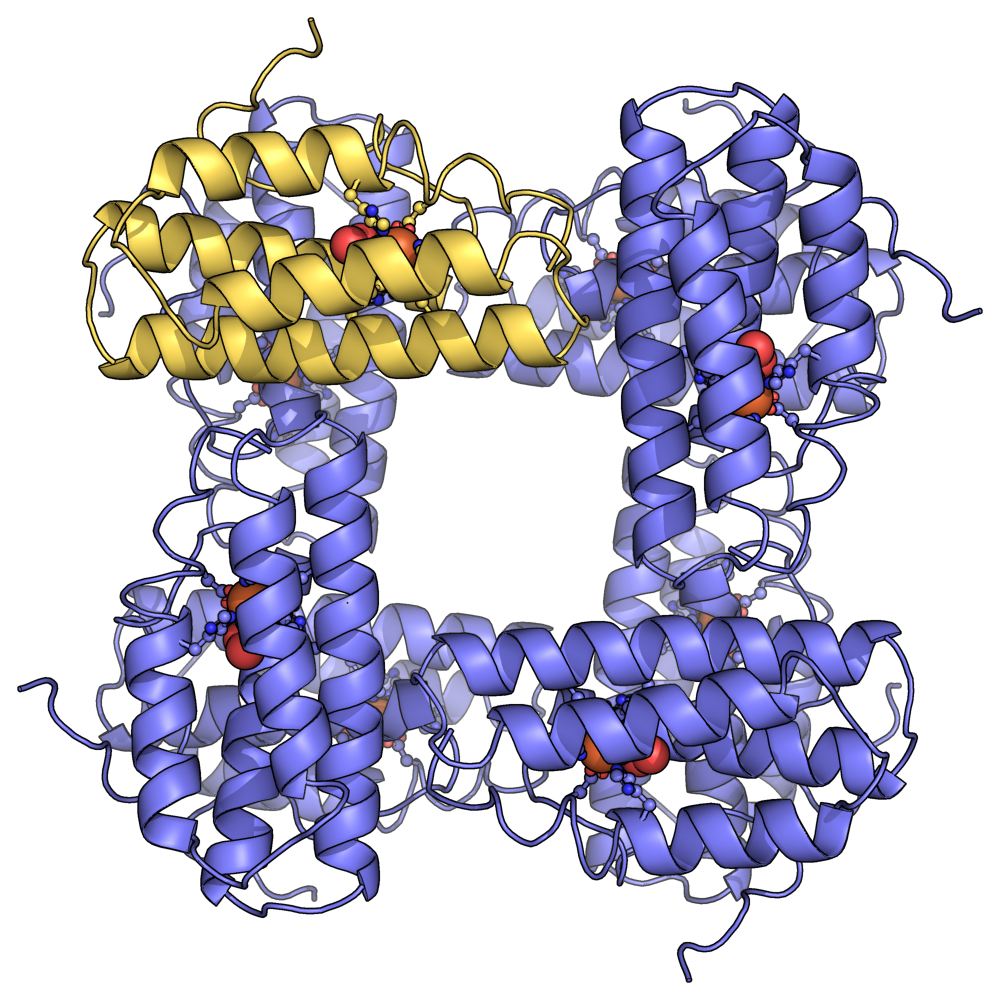
Homooktamer hemerythrinu s monomerní jednotkou vyznačenou žlutě

Hemerythrin se obvykle vyskytuje jako homooktamer nebo jako heterooktamer skládající se z jednotek α- a β, každé o molekulové hmotnosti 13–14 kDa, jsou ale známy i dimerní, trimerní a tetramerní formy. Podjednotky se skládají ze čtyř α-helixů, na které se váže dvojjaderné Fe centrum.
Na rozdíl od hemoglobinu většina hemerythrinů neobsahuje kooperativní vazby na kyslík, a jejich účinnost je tak oproti hemoglobinu asi čtvrtinová; výjimkou jsou hemerythriny některých ramenonožců. Kooperativní vazby vznikají interakcemi mezi podjednotkami: oxygenace jedné zvyšuje afinitu druhé vůči kyslíku.
Afinita hemerythrinu vůči oxidu uhelnatému (CO) je nižší než afinita ke kyslíku, zatímco u hemoglobinu je naopak výrazně vyšší. Nízká afinita hemerythrinu k CO je způsobena tím, že komplexy CO obvykle nevytváří vodíkové vazby.

## Kationtová vazebná doména
Hemerythrin/HHE kationtová vazebná doména je u hemerythrinů, myohemerythrinů, a podobných bílkovin zdvojená. Na tuto doménu se u hemerythrinů navazuje železo, ale u podobných proteinů může jít i o jiné kovy, například u hemerythrinu Nereis diversicolor jde o kadmium. Obsahuje je také NorA protein u Cupriavidus necator, který reguluje odpověď na oxid dusnatý. Do odpovědi na přítomnost NO je rovněž zapojen protein z Cryptococcus neoformans (Filobasidiella neoformans) obsahující hemerythrin/HHE.
Protein Staphylococcus aureus mající tuto doménu, ScdA, sloužící k opravě Fe-S shluku se uplatňuje, když organismus přechází do prostředí s nízkým obsahem kyslíku; pravděpodobně tak působí jako zásobárna kyslíku.
Hemerythrin/HHE (H-HxxxE-HxxxH-HxxxxD) proteiny u bakterií se účastní signální transdukce a chemotaxe. Vzdáleněji příbuznými jsou H-HxxxE-H-HxxxE proteiny (například E3 ligáza) a zvířecí F-box proteiny (H-HExxE-H-HxxxE).